# Agapeci
Agapeci – sekta z IV w., której nazwa wywodzi się z greckiego słowa agape (miłość). Była to grupa gnostyków – głównie kobiet – głosząca, że wszystko jest czyste dla tych, którzy mają czyste sumienie. Agapetki składały najpierw śluby czystości, a następnie wabiły do siebie młodych chłopców i mężczyzn, żyjąc z nimi pod jednym dachem. Mimo tych ślubów, co jakiś czas wybuchały skandale moralne z udziałem członkiń sekty, co wywoływało gniew Ojców Kościoła. Agapetów i ich przewinienia starał się zdemaskować św. Hieronim.